# Pier 39

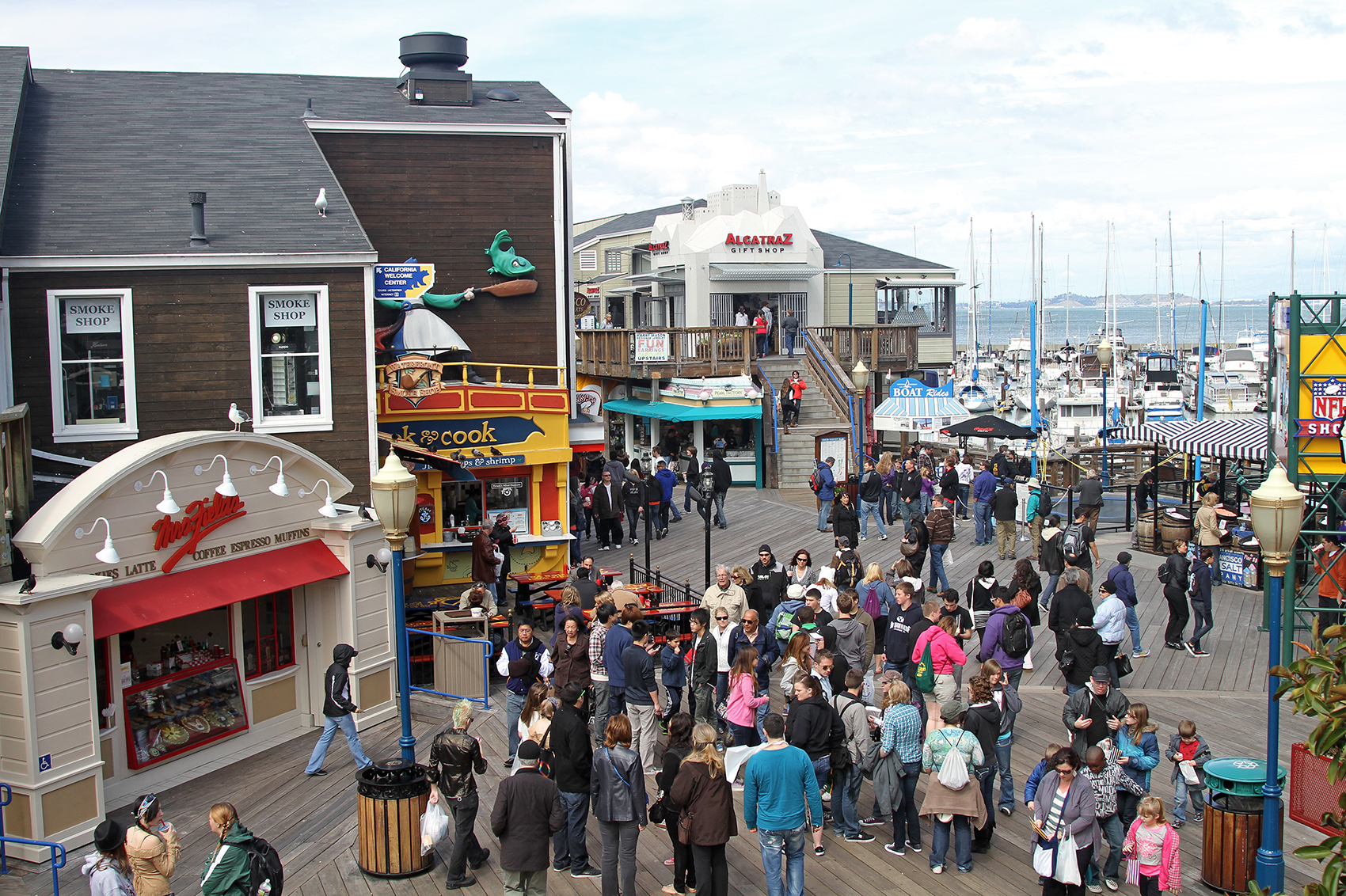
Vista del Pier 39

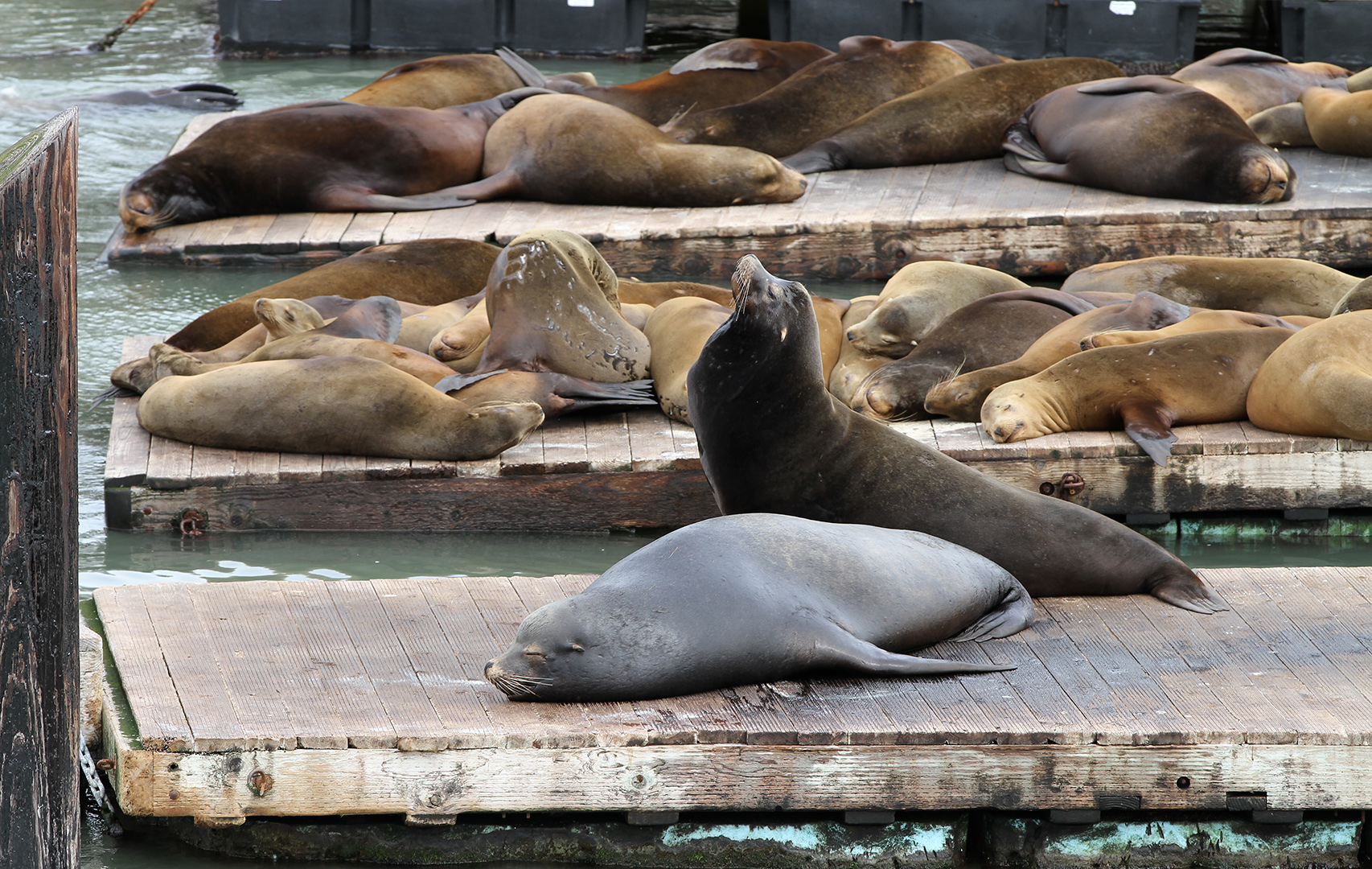
Leoni marini a Pier 39

Pier 39 è un centro commerciale ed un'attrazione turistica costruita su un molo di San Francisco, in California. È stato sviluppato dall'imprenditore Warren Simmons ed è stato aperto il 4 ottobre 1978. Il molo è situato sul bordo del distretto di Fisherman's Wharf ed è vicino a North Beach, Chinatown e la Embarcadero Freeway. La zona è facilmente accessibile tramite il tram storico F market.
La struttura ospita numerosi negozi e ristoranti, una sala video con proiezioni in realtà virtuale tridimensionali,  spettacoli di strada, un centro di studio dei mammiferi marini (il Marine Mammal Center) e l'acquario cittadino (Aquarium of the Bay). Si possono vedere anche i leoni marini della California sdraiati sui pontili appositamente costruiti per loro per non interferire con le attività portuali tutt'intorno al Pier 39. La marina ospita anche il Forbes Island, un ristorante galleggiante.
Alcuni leoni marini della California iniziarono a farsi notare sul K-Dock del PIER 39 poco dopo il terremoto di Loma Prieta che colpì San Francisco nell'ottobre 1989. Nel gennaio 1990, i pinnipedi abbaianti chiassosi iniziarono ad arrivare a frotte e rilevarono completamente K-Dock, con grande esasperazione degli inquilini della Marina di PIER 39. Lo staff della Marina si è rivolto al Marine Mammal Center, un'organizzazione dedicata al salvataggio ed alla riabilitazione dei mammiferi marini, per consigli sui loro nuovi inquilini scivolosi. Dopo molti dibattiti e ricerche, gli esperti del Marine Mammal Center hanno raccomandato che i leoni marini rimanessero nella loro nuova casa. Con un'abbondante fornitura di cibo dalla baia e un ambiente protetto dai predatori, il PIER 39 Marina si è rivelato una situazione di vita ideale per i leoni marini. Nel giro di pochi mesi, il numero di leoni marini è cresciuto ad oltre 300 e ha raggiunto il record storico di 1.701 nel novembre 2009. Mentre il numero di leoni marini a K-Dock aumenta e diminuisce con le stagioni secondo gli schemi di migrazione naturale, i leoni marini di fama mondiale hanno sempre dimora al PIER 39. I Leoni marini sono protetti dal Marine Mammal Protection Act.
La giostra verso la fine del molo è una delle maggiori caratteristiche del Pier 39. L'intrattenimento per tutta la famiglia e la presenza fragorosa dei leoni marini fanno del Pier 39 una delle principali mete turistiche cittadine per le famiglie.
Dal Pier 39 si possono vedere Angel Island, Alcatraz, il Golden Gate Bridge e il Bay Bridge.